# Fifinella
Ne doit pas être confondu avec Fifinella, cheval de course.

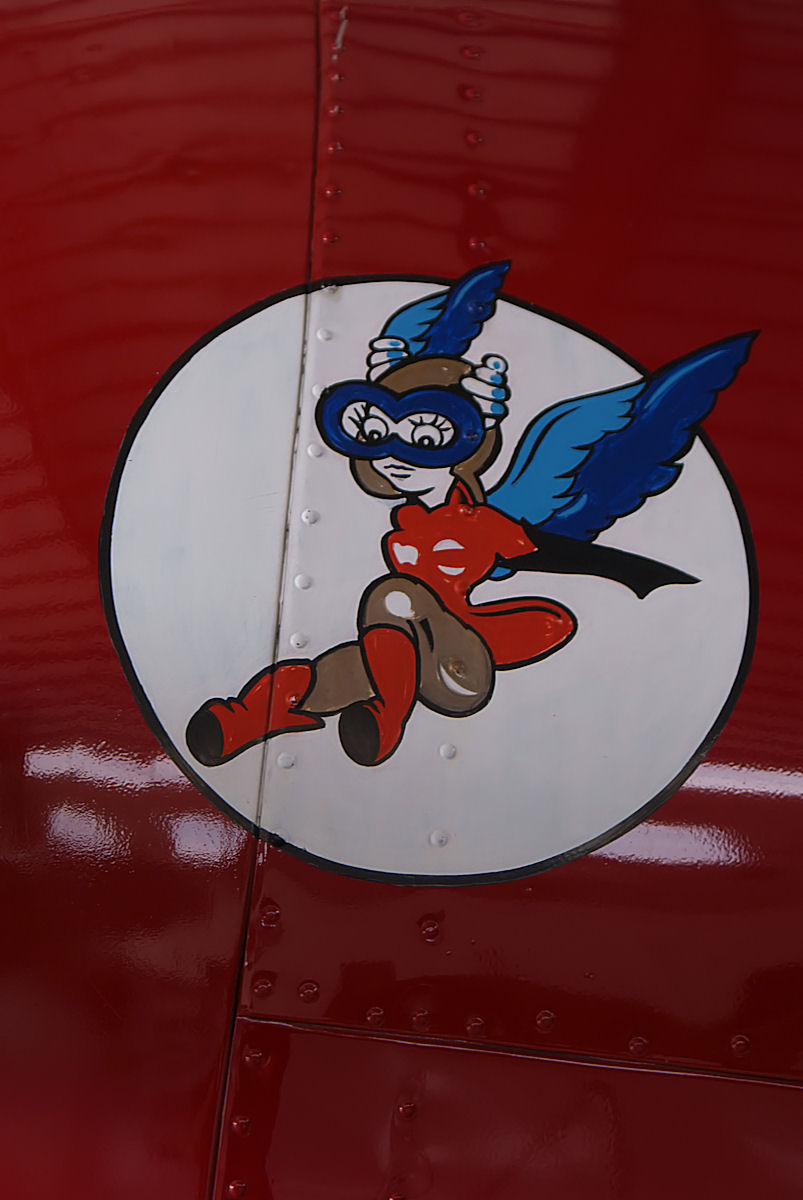
Fifinella reprise sur un Nose art.

Fifinella est un personnage fictif représenté par une femme gremlin, conçue par Walt Disney pour un projet de film tiré du livre de Roald Dahl, The Gremlins (en). Pendant la Seconde Guerre mondiale, les femmes pilotes de l'armée de l'air (WASP) demandent la permission d'utiliser le personnage comme mascotte officielle, et la société Disney leur accorde les droits,.

## Origines

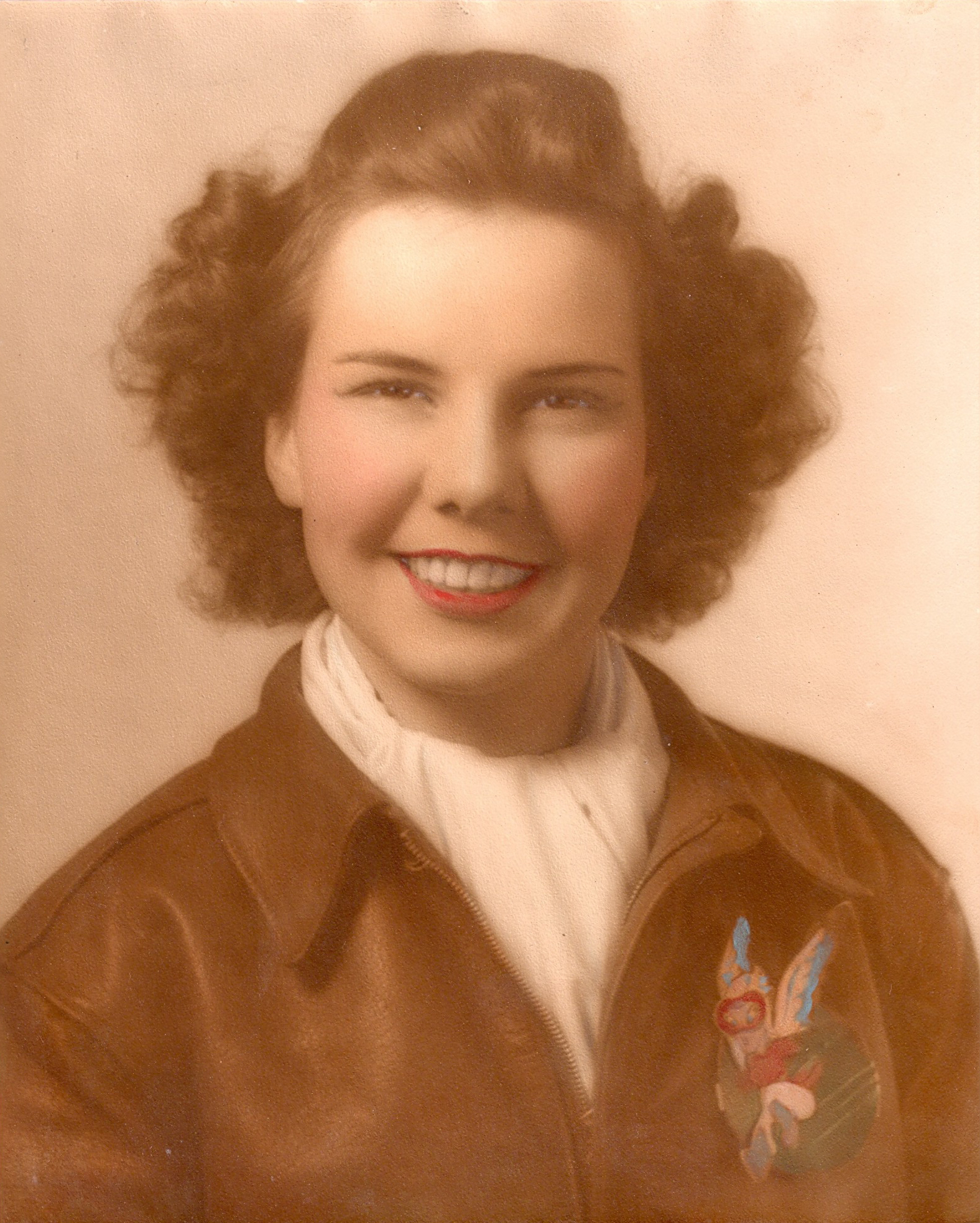
Dorothy Olsen portant la veste de vol des WASP et arborant le badge représentant Fifinella.

L'histoire de Fifinella commence en 1942 lorsque Roald Dahl, qui est suspendu de la Royal Air Force (RAF) en raison d'une blessure, écrit The Gremlins, un conte de fées sur les dangers du vol de combat. Dans cette version, le mot « fifinella » se réfère uniquement aux gremlins féminins et non à un gremlin en particulier. Le nom était également porté par la grande pouliche Fifinella (1913-1931) qui a remporté le Derby d'Epsom et les Epsom Oaks en 1916, année de la naissance de Dahl. En tant que pilote formé par la RAF, Dahl connait le folklore de la RAF d'avant-guerre sur le Gremlin, la source espiègle de tout problème mécanique inconnu,. Bien que les gremlins aient précédé la loi de Murphy selon laquelle «Tout ce qui est susceptible d'aller mal ira mal », ils étaient évidemment basés sur les mêmes principes. Fifinella a été porté comme badge ou écusson par les WASP.

## The Gremlins
The Gremlins est un livre pour enfants, écrit par Roald Dahl. Il est publié en 1943 par Random House pour Walt Disney et publié sous forme de feuilleton dans le Cosmopolitan. C'est le premier livre pour enfants de Dahl, écrit pour Walt Disney Productions en tant que support promotionnel pour un long métrage d'animation qui n'a jamais été réalisé. Avec l'aide de Dahl, une série de personnages gremlins est développée, et bien que la pré-production ait commencé, le projet de film est finalement abandonné. La raison est en partie parce que le studio n'a pas pu établir les droits sur la propriété intellectuelle des « gremlins », et en partie parce que le ministère de l'Air britannique, qui est fortement impliqué dans la production parce que Dahl était en congé de son affectation à Washington en temps de guerre, a insisté sur l'approbation finale du scénario et de la production,.
La publication de The Gremlins par Random House consiste en un tirage de 50 000 exemplaires pour le marché américain. Dahl se commande 50 exemplaires pour lui-même comme matériel promotionnel, les distribuant à tous ceux qu'il connaissait ; parmi ses connaissances se trouvent Lord Halifax et la Première Dame Eleanor Roosevelt, qui lit le livre à ses petits-enfants. Le livre est considéré comme un succès international avec 30 000 exemplaires vendus en Australie, mais les efforts pour réimprimer le livre sont empêchés par une pénurie de papier en temps de guerre. Dahl est considéré comme un écrivain de renom et ses apparitions à Hollywood pour donner suite au projet de film sont accueillies par divers avis dans les chroniques de Hedda Hopper.
Confronté à des problèmes de droits d'auteur et réalisant que la « clause 12 » du ministère de l'Air dans le contrat original du film restreindrait le studio, Walt Disney, qui avait un intérêt personnel dans The Gremlins, commence à contrecœur à « réduire » le projet. En août 1943, Disney réexamine même un « court métrage » d'animation basé sur The Gremlins et indique à Dahl, par correspondance, que les travaux ne se poursuivraient pas. Après un an de conférences sur l'histoire et les recherches connexes, Dahl se rend compte que son livre sera le seul produit tangible émanant du film avorté.

## Conception

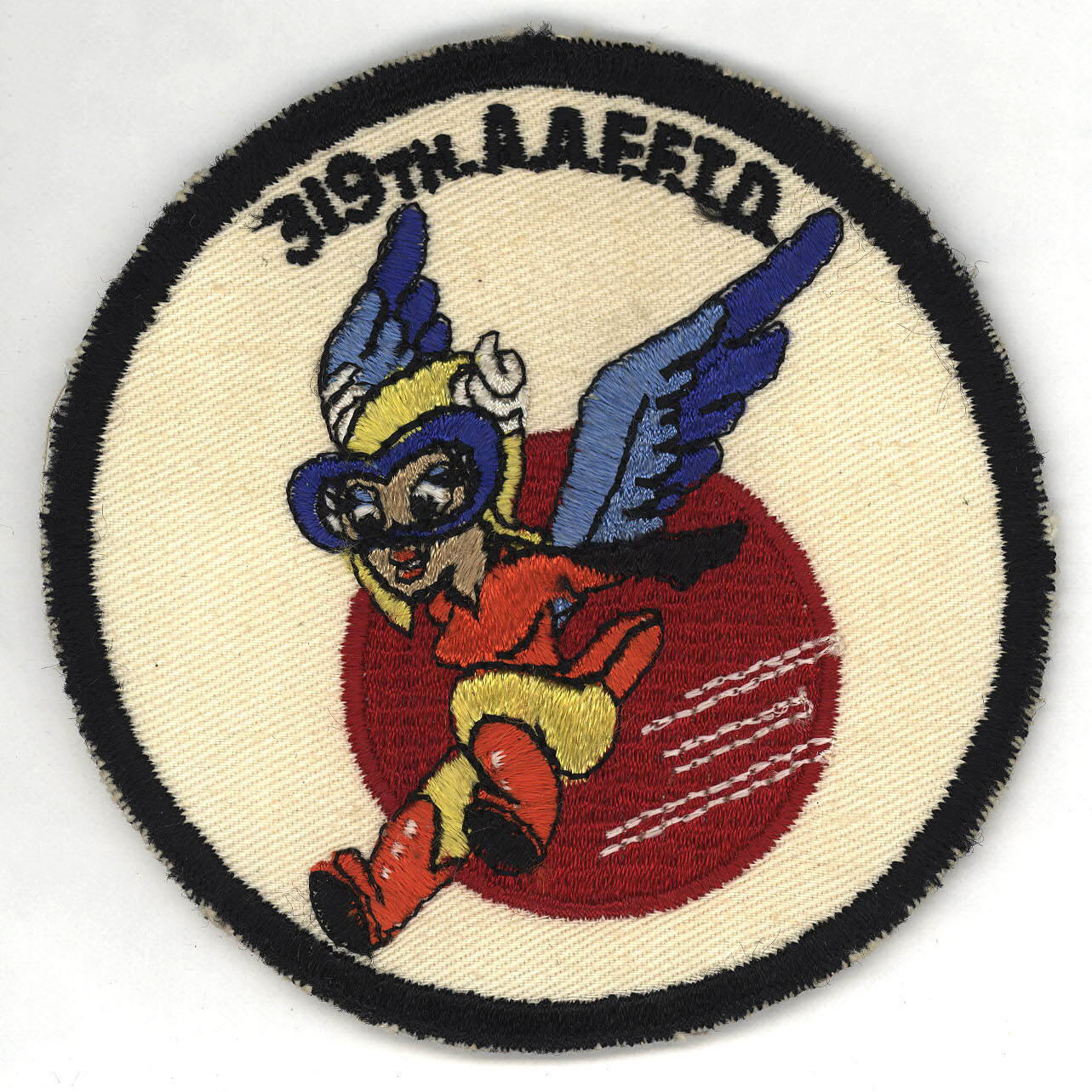
Fifinella.

Dans la conception originale, le petit personnage ailé atterrissait avec un cercle rouge à l'arrière-plan ; elle est représentée avec des cornes, une casquette de vol jaune, un haut rouge, un pantalon jaune, de longs gants noirs, des bottes montantes rouges et des lunettes. Cependant, les WASP, pour éviter d'avoir le personnage dans une pose d'atterrissage, ont ajouté une grosse bombe sur laquelle le personnage est assis à califourchon. Elles l'ont habillée d'un manteau rouge et d'un pantalon violet et ont ajouté un cercle bleu foncé pour plus d'impact. Pourtant, de nombreux badges personnalisés ont été fabriqués, de sorte que la forme et la couleur varient d'un badge à l'autre.

## Usage
Les gremlins de Dahl sont ensuite utilisés par Warner Bros. dans plusieurs dessins animés de la Seconde Guerre mondiale, certains impliquant Bugs Bunny comme Lapin et Lutin (Bugs Bunny and the Gremlin renommé Falling Hare) et un autre appelé Les Gremlins du Kremlin (Russian Rhapsody), qui présente une dizaine de « Gremlins du Kremlin » à l'accent russe attaquant un avion piloté par Adolf Hitler.

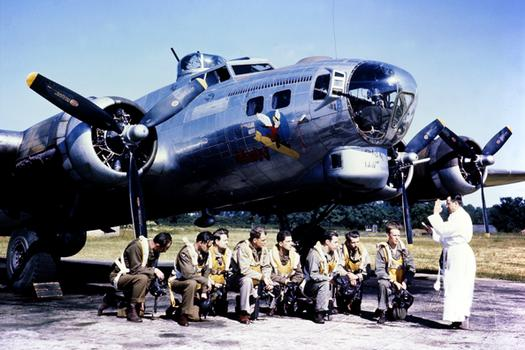
Un B-17 avec Fifinella réprésentée sur son nez.

Fifinella fait des apparitions sur les vestes de vol des WASP et dans de nombreuses variantes sur le nez des bombardiers. Un B-17G Flying Fortress, Fifinella (Série #42-107030) du 91st Bombardment Group (en), porte son nom. Le Fifinella est perdu le 13 août 1944 lors d'un bombardement à Le Manoir, en France. Pendant la guerre de Corée, un B-29 Superfortress (Série #42-6569) du 19th Operations Group (en) est nommé Fifinella.